# 瓢里镇
瓢里镇，是中华人民共和国广西壮族自治区桂林市龙胜各族自治县下辖的一个乡镇级行政单位。

## 行政区划
瓢里镇下辖以下地区：
瓢里街社区、大云村、上塘村、瓢里村、交洲村、六漫村、界泉村、思陇村、梅洞村、坪岭村和孟化村。